# Рюберг, Монс
Монс Рюберг (швед. Måns Ryberg; 3 сентября 1918 — 10 апреля 1986) — шведский ботаник.

## Биография
Монс Рюберг родился 3 сентября 1918 года в Стокгольме. В 1970-1983 годах был директором Бергианского ботанического сада. Специалист по помологии. В 1975 году он стал членом Шведской королевской академии наук.
Умер 10 апреля 1986 года.

## Отдельные публикации
- Kungl. vetenskapsakademien, Matrikel 1978, ISSN 0302-6558, sid. 62.